# Matka Boska z hostią (obraz Jeana-Auguste’a-Dominique’a Ingres’a 1841)
Matka Boska z hostią (oryg. fr. La Vierge à l'hostie) – obraz olejny Jeana-Auguste’a-Dominique’a Ingres’a z 1841, obecnie przechowywany w Muzeum Sztuk Pięknych im. Puszkina w Moskwie.

## Okoliczności powstania obrazu
Dzieło powstało w Rzymie na zlecenie rosyjskiego carewicza Aleksandra. Artysta dostał zamówienie na obraz przedstawiający Matkę Bożą ze świętymi Mikołajem i Aleksandrem Newskim (co było odniesieniem do imion carewicza i jego ojca cara Mikołaja I). Ingres w obrazie nawiązał do swojego wcześniejszego dzieła Madonna w niebieskim welonie (obecnie znajdującego się w Museu de Arte de São Paulo), przygotowując się do wykonania zamówienia analizował także malarstwo ikonowe.

## Opis obrazu
Matka Boska ubrana jest w niebieski płaszcz i czerwoną suknię ze złoceniami zdobiącymi dekolt i rękawy. Ze złożonymi rękoma adoruje Hostię w złotym zdobionym kielichu, na którą zwrócone jest jej spojrzenie. Po obu stronach kielicha stoją złote lichtarze z zapalonymi świecami. Na drugim planie, nieco w cieniu po lewej stronie stoi św. Mikołaj, a po prawej św. Aleksander Newski.
Obraz o wymiarach 116x84 cm wykonany został w technice olejnej na płótnie.

## Wystawienie i odbiór krytyki
Sam Ingres był zadowolony z obrazu i prezentował go w Paryżu przed wysłaniem do zleceniodawcy. Natomiast dzieło nie spotkało się z dobrym przyjęciem ze strony zleceniodawców i zostało przekazane Akademii Sztuk w Petersburgu. Artysta poczuł się dotknięty krótkim i formalnym listem z podziękowaniem od cara i, rozgniewany, usiłował nawet zwrócić zapłatę otrzymaną za obraz.
Ingres wykonał jeszcze kilka wersji wzorowanych na obrazie z 1841 roku. Wersja z 1852 roku różni się umieszczeniem innych świętych na drugim planie (św. Helena i św. Ludwik), obecnie obraz ten znajduje się w Metropolitan Museum of Art w Nowym Jorku W 1854 roku Ingres namalował kolejną wersję, w której świętych zastąpił cherubinami. Obraz ten znajduje się w Musée d’Orsay w Paryżu. Podobna wersja z cherubinami znajduje się również w Musée Bonnat-Helleu w Bajonnie.
Matka Boska z hostią stała się znacznie bardziej popularna w Europie zachodniej, podczas gdy w Rosji – z której pochodzili pierwotni zleceniodawcy – prawie wcale nie była znana.